# Kubatodi
Kubatodi (Todus multicolor) är en fågel i familjen todier inom ordningen praktfåglar.

## Utbredning och systematik
Fågeln förekommer i skogar och skogsmark på Kuba och på Isla de la Juventud. Den behandlas som monotypisk, det vill säga att den inte delas in i några underarter.

## Status och hot
Arten har ett stort utbredningsområde, men tros minska i antal, dock inte tillräckligt kraftigt för att den ska betraktas som hotad. Internationella naturvårdsunionen IUCN listar arten som livskraftig (LC).

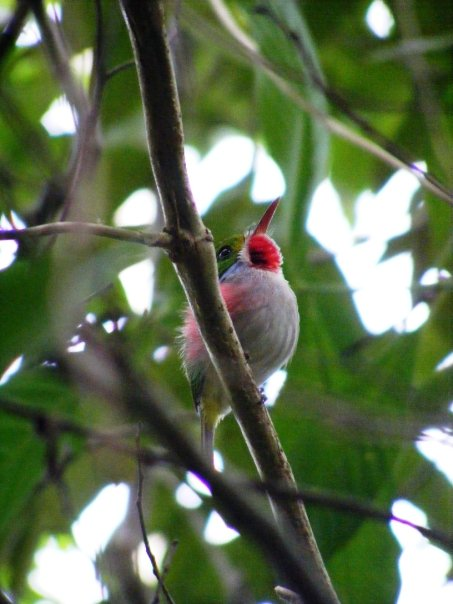